# Музична зміна
«Музична зміна» («Музыкальная смена») — радянський художній фільм 1987 року, знятий режисером на Кіностудії ім. М. Горького.

## Сюжет
Художньо-публіцистичний музичний фільм для дітей про те, що дітей з різних країн, які говорять різними мовами, може об'єднувати мова музики, зрозуміла всім людям на Землі без перекладу.

## У ролях
- Адріана Варела — головна роль
- Пітер Джасон — головна роль
- Катя Полянська — головна роль
- Сергій Еркаєв — головна роль
- Женя Распорський — головна роль
- Христина Косих — роль другого плану
- Ваня Архіпов — роль другого плану
- Рита Єфремова — роль другого плану
- Таня Горбоносова — роль другого плану
- Арсен Аязов — роль другого плану
- Леонід Лютвинський — роль другого плану
- Микола Черкасов — роль другого плану
- Олена Григолавічуте — роль другого плану
- Наталія Острикова — роль другого плану
- Володимир Душин — роль другого плану
- Василь Казіміров — роль другого плану
- Микита Тюнін — роль другого плану

## Знімальна група
- Режисер — Володимир Левін
- Оператори — Георгій Козельков, Олег Массаригін
- Композитор — Олександр Гольдштейн
- Художник — Володимир Душин